# アンジェロ・サガル
アンジェロ・ニコラス・サガル・タピア（Ángelo Nicolás Sagal Tapia、1993年4月18日 - ）は、チリ・マウレ州タルカ出身のプロサッカー選手。チリ代表。ポジションは、フォワード。

## 経歴

### クラブ
2008年から地元クラブのランヘルス・デ・タルカでプレーを始め、2012年にトップチームに昇格した。1シーズンランヘルスでプレーした後、CDウアチパトに移籍。2015年11月のCDパレスティーノ戦で、ピッチ外に蹴り出したボールが副審を直撃した。主審はレッドカードを提示しサガルは退場したが、副審の痛がり方は明らかにオーバーアクションだったため、この判定は物議を醸した。2017年7月、リーガMXのCFパチューカに移籍。

### 代表
2015年1月、チリ代表に初招集。同月開催のアメリカ合衆国代表戦でA代表デビューを果たした。2017年1月15日、アイスランド代表戦で代表初得点を決めた。2017年5月、FIFAコンフェデレーションズカップ2017の代表メンバーに選出された。